# Henry Somerset, 10:e hertig av Beaufort
Henry Somerset, 10:e hertig av Beaufort, född 1900, död 1984 på Badminton House. Son till Henry Adelbert Wellington FitzRoy Somerset, 9:e hertig av Beaufort.
Han utbildades vid Eton och senare vid militärakademin i Sandhurst. 1924 efterträdde han sin far som hertig av Beaufort och fungerade därefter mest som storgodsägare, även om han innehade en hel del olika poster vid hov och statsförvaltning. Han blev till exempel utnämnd till hovstallmästare 1936, en tjänst han innehade fram till sin död 1984. Dessutom blev han samma år invald som medlem av the Privy Council. Året därpå erhöll han Strumpebandsorden av kung Georg VI av Storbritannien.
Han gifte sig 1923 i S:t Margaret's Church i London med dåvarande drottningens brorsdotter, lady Mary av Cambridge (1897-1987), dotter till prins Adolphus av Teck och lady Margaret Evelyn Grosvenor, dotter Hugh Lupus Grosvenor, 1:e hertig av Westminster. Äktenskapet blev barnlöst. Hertigen efterträddes därför som hertig av Beaufort av sin syssling.

## Utmärkelser
- Kommendör med stora korset av Nordstjärneorden, 23 juni 1954.[5]